# انسگار برینکمن
انسگار برینکمن (انگلیسی: Ansgar Brinkmann؛ زادهٔ ۵ ژوئیهٔ ۱۹۶۹) بازیکن فوتبال اهل آلمان است.
از باشگاه‌هایی که در آن بازی کرده‌است می‌توان به باشگاه فوتبال آرمینیا بیله‌فلد، باشگاه فوتبال اسنابروک، باشگاه فوتبال ماینتس ۰۵، باشگاه فوتبال روت وایس اهلن، باشگاه فوتبال آینتراخت فرانکفورت، و باشگاه فوتبال دینامو درسدن اشاره کرد.